# Bučovice (Heřmanice)
Bučovice (německy Butschowitz) jsou malá vesnice, část obce Heřmanice v okrese Havlíčkův Brod v Kraji Vysočina. Nachází se asi 1,5 km na severozápad od Heřmanic. V roce 2009 zde bylo evidováno 17 adres. V roce 2001 zde žilo 18 obyvatel. V údolí západně od Bučovic protéká Doubravka, která je pravostranným přítokem říčky Hostačovky.
Bučovice leží v katastrálním území Heřmanice u Vilémova o výměře 4,55 km2.

## Historie
V letech 1869-1960 byly osadou obce Heřmanice, v letech 1961-1990 částí obce Vilémov, 24. listopadu 1990 se staly místní částí Heřmanic.

## Galerie

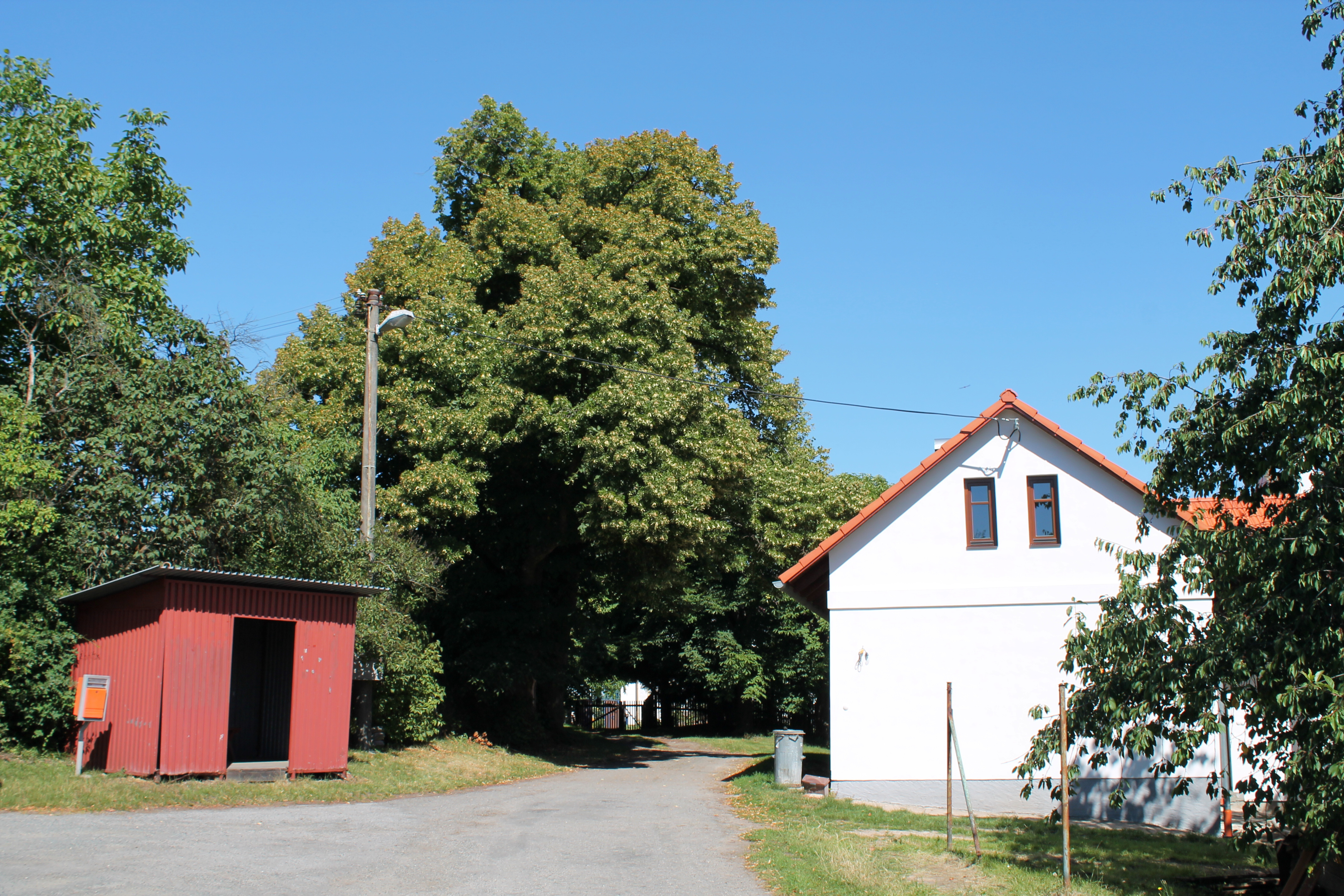
Náves v Bučovicích
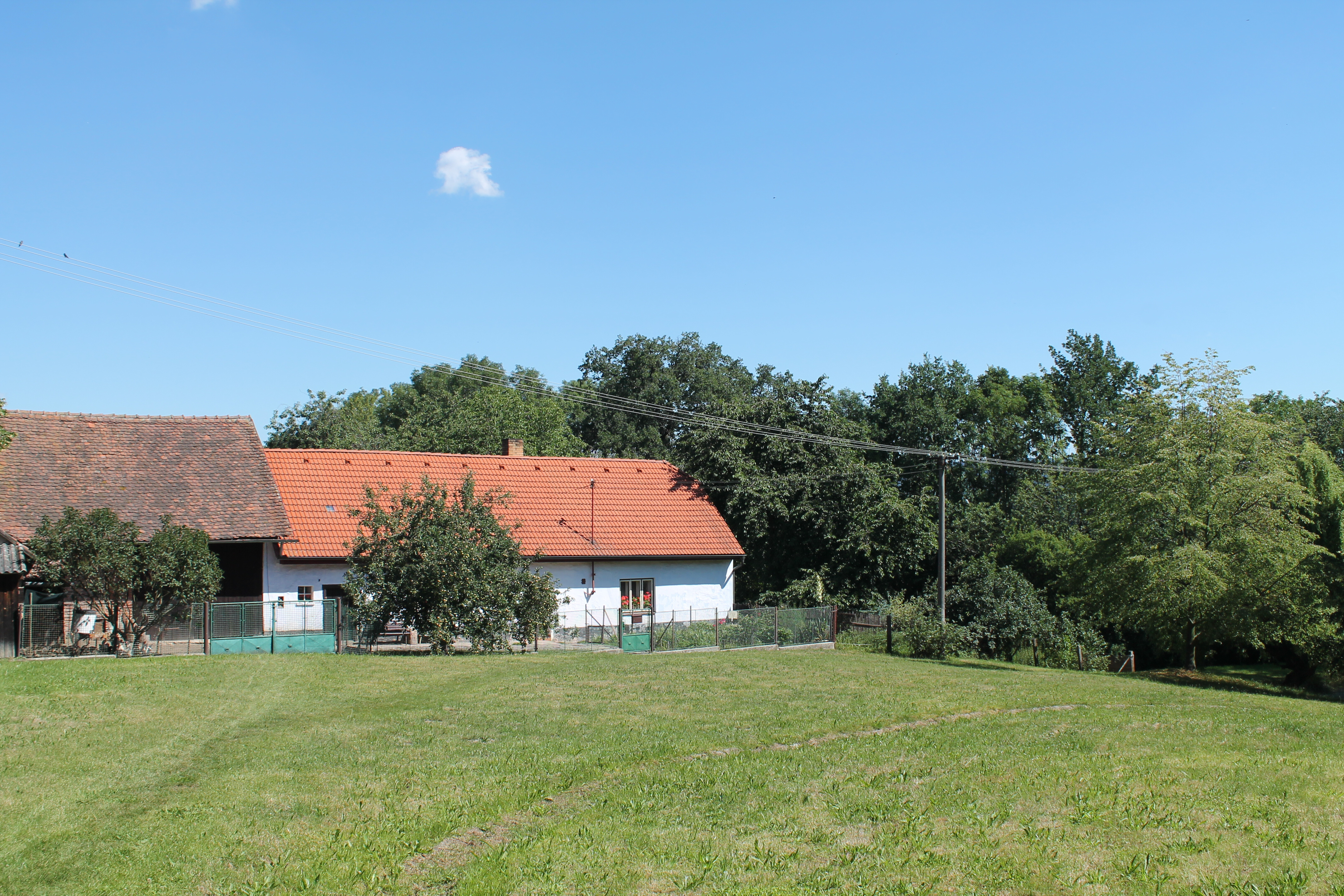
Východní část návsi
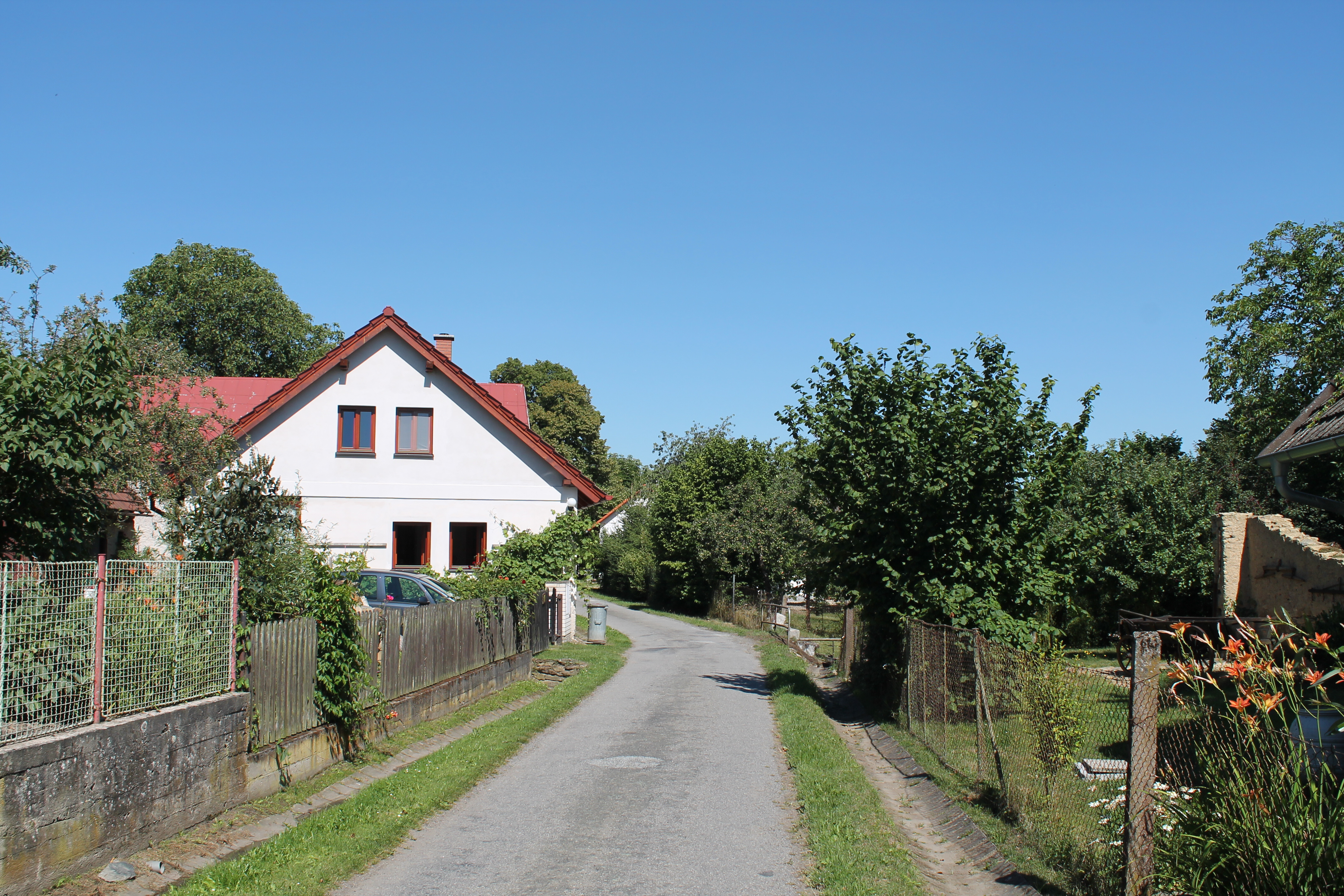
Ulice
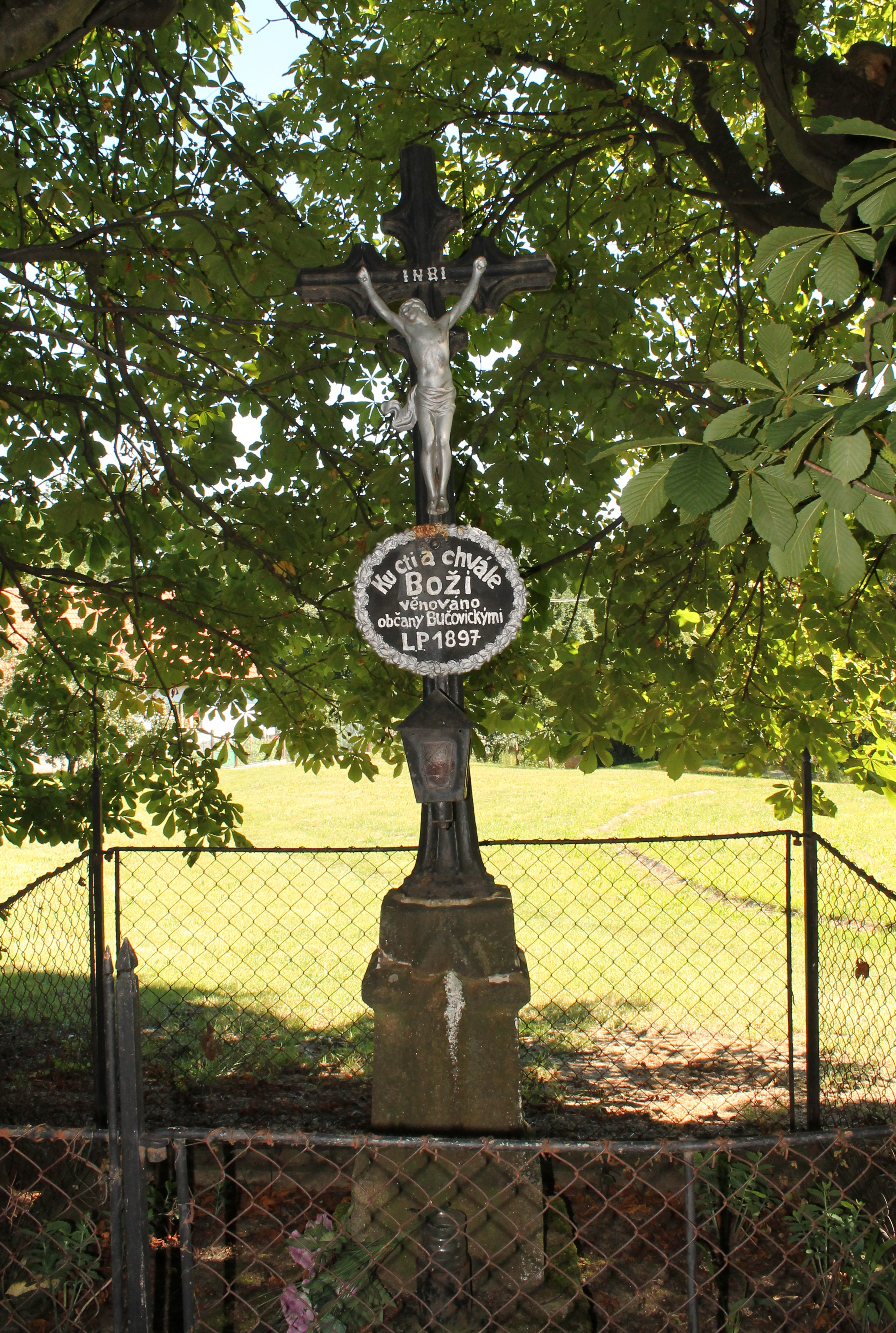
Křížek na návsi